# タカツバキ
タカツバキとは日本の競走馬。抽せん馬。1969年きさらぎ賞優勝馬であり、第36回東京優駿（日本ダービー）で1番人気で落馬したことで知られる。

## 略歴
1968年7月14日に山本正司鞍上でデビューして2着となった。2戦目で勝ち上がると、12月に行われた中京3歳ステークスで8馬身差の圧勝をするなど、3歳時は8戦4勝の成績を残している。
翌年（1969年）は2月16日のきさらぎ賞から始動。向こう正面で先頭に立つと2着馬に4馬身差の圧勝。鞍上の田口光雄に初重賞をプレゼントした。東上後に3月8日の4歳抽籤馬特別に60キロの斤量を背負ったが、これも4馬身差の圧勝。クラシック戦線の有力馬となった。ダービーまでは嶋田功主戦として乗る事となる。続くスプリングステークスでワイルドモアの2着。皐月賞では不利が響いて同馬の3着に敗れている。
日本ダービーはワイルドモアの戦線離脱もあり、押し出されるように1番人気に支持されたが、馬群に揉まれるようにして落馬して競走中止の憂き目を見ている。
同年10月に復帰したものの、惨敗が続き、6歳2月の条件戦を最後に引退している。
引退後は競馬会から買い上げられ、福島県いわき市で乗馬用の種牡馬となった。1979年まで供用された後に、1982年時点では北海道帯広の十勝柏友会乗馬クラブで元気な姿を見せていることが確認できている。死亡時期と状況は不明である。